# Blewbury
Blewbury är en ort och civil parish i Storbritannien.   Den ligger i grevskapet Oxfordshire och riksdelen England, i den södra delen av landet, 80 km väster om huvudstaden London. Blewbury ligger 67 meter över havet och antalet invånare är 1 562.
Terrängen runt Blewbury är platt. Runt Blewbury är det ganska tätbefolkat, med 192 invånare per kvadratkilometer. Närmaste större samhälle är Didcot, 4,5 km norr om Blewbury. Trakten runt Blewbury består till största delen av jordbruksmark.